# Torre de Can Macià
La Torre de Can Macià era una torre de defensa construïda el 1564 annexada a la casa pairal de la família Macià, al municipi de Canet de Mar al Maresme. Bartomeu Macià va demanar el permís per a la construcció de la torre per a la defensa de casa seva de les incursions dels turcs, aconseguint el 1562 el vist-i-plau verbal, i el 1564 el document signat per Diego de Marquina, procurador i governador general del Vescomtat de Cabrera. La torre era de planta circular, amb murs d'1,3 m de gruix, la part inferior lleugerament atalussada i s'hi accedia des de la primera planta de la casa mitjançant un pont elevat. El seu coronament superior es rematava amb corseres formades per mènsules esglaonades que sustentaven arcs de mig punt que conformaven un matacà perimetral.
La casa estava emplaçada davant de l'església, a la plaça Venerable Gabriel Macià, qui va néixer en aquesta casa. El 1915 la casa va ser enderrocada pel seu mal estat de conservació, i l'Ajuntament de Canet de Mar va adquirir la torre amb la intenció de restaurar-la i reconvertir-la en un observatori meteorològic i astronòmic per als infants de les escoles municipals. Però un canvi de govern propicià que el nou alcalde desestimés la proposta i fins i tot en proposés l'enderroc. Per a evitar-ho, l'anterior alcalde, el Doctor Marià Serra, i l'arquitecte Lluís Domènech i Montaner van aconseguir que fos declarada monument històric-artístic (referència RI-51-0000185) el 15 de gener de 1921. Tanmateix, durant la dictadura de Primo de Rivera, l'alcalde de Canet de Mar va aconseguir l'autorització d'enderrocar-la el maig de 1925 per a construir-hi un mercat.
Actualment només en resten els fonaments, excavats l'any 1999.